# Рождение мафии
«Рождение мафии» — американский документальный сериал, рассказывающий об организованной преступности в США. Премьера сериала состоялась 15 июня 2015 года на канале AMC. Второй сезон вышел 11 июля 2016 года. Сериал закрыт после 2 сезона.

## Сюжет

### Сезон 1 (2015)
Первый сезон рассказывает о Лаки Лучано, его восхождении в иерархии мафии Нью-Йорка и образовании Пяти семей.

### Сезон 2 (2016)
Действие второго сезона проходит в Чикаго. Главный герой — Аль Капоне, его синдикат Chicago Outfit.

## Список эпизодов
| Сезон | Серии | Серии | Даты показа  | Даты показа  |
| ----- | ----- | ----- | ------------ | ------------ |
| 1     | 8     | 8     | 15 июня 2015 | 15 июня 2015 |
| 2     | 8     | 8     | 11 июля 2016 | 11 июля 2016 |

### Сезон 1(2015)
| № общий | № в сезоне | Название                                                        | Дата премьеры  | Зрители (млн) |
| ------- | ---------- | --------------------------------------------------------------- | -------------- | ------------- |
| 1       | 1          | «The Education of Lucky Luciano» «Становление Лаки Лучано»      | 15 июня 2015   | 1.18          |
| 2       | 2          | «Equal Opportunity Gangster» «Гангстер с равными возможностями» | 22 июня 2015   | 1.10          |
| 3       | 3          | «King of New York» «Король Нью-Йорка»                           | 29 июня 2015   | 0.982         |
| 4       | 4          | «A Rising Threat» «Растущая угроза»                             | 6 июля 2015    | 0.937         |
| 5       | 5          | «Exit Strategy» «Стратегия выхода»                              | 13 июля 2015   | 0.962         |
| 6       | 6          | «The Mob at War» «Мафия во время войны»                         | 20 июля 2015   | 1.04          |
| 7       | 7          | «New Frontiers» «Новые горизонты»                               | 27 июля 2015   | 0.901         |
| 8       | 8          | «End Game» «Конец игры»                                         | 3 августа 2015 | 0.968         |

### Сезон 2 (2016)
| № общий | № в сезоне | Название                                                         | Дата премьеры   | Зрители (млн) |
| ------- | ---------- | ---------------------------------------------------------------- | --------------- | ------------- |
| 9       | 1          | «Capone's First Kill» «Первое убийство Капоне»                   | 11 июля 2016    | 1.18          |
| 10      | 2          | «A Death in the Family» «Смерть в семье»                         | 18 июля 2016    | 0.706         |
| 11      | 3          | «Blood Filled Streets» «Залитые кровью улицы»                    | 25 июля 2016    | 0.743         |
| 12      | 4          | «St. Valentine's Day Massacre» «Резня на День Святого Валентина» | 1 августа 2016  | 0.810         |
| 13      | 5          | «Judgment Day» «Судный день»                                     | 8 августа 2016  | 0.631         |
| 14      | 6          | «New Blood» «Новая кровь»                                        | 15 августа 2016 | 0.757         |
| 15      | 7          | «Sin City» «Город греха»                                         | 22 августа 2016 | 0.822         |
| 16      | 8          | «Last Man Standing» «Последний человек на поле боя»              | 29 августа 2016 | 0.822         |